# Pterobryidium
Pterobryidium là một chi rêu trong họ Pterobryaceae.